# Zwola (województwo wielkopolskie)
Zwola – wieś w Polsce położona w województwie wielkopolskim, w powiecie średzkim, w gminie Zaniemyśl, nad jeziorem Raczyńskim.
W latach 1975–1998 miejscowość należała administracyjnie do województwa poznańskiego.
Urodził się tu Tadeusz Nowak – polski działacz ludowy, komendant Batalionów Chłopskich w Wielkopolsce, poseł do Krajowej Rady Narodowej (1945–1947) i do Sejmu Ustawodawczego (1947–1950), prezes honorowy PSL-Odrodzenie (1989–1990) oraz PSL (od 1991 do końca życia).
Przez Zwolę przebiega  Szlak turystyczny nr 3580 (Zaniemyśl-Majdany)